# Партия конституционных реформ (Япония)
Партия конституционных реформ (яп. 立宪改进党,りっけんかいしんとう Риккэн кайсинто), или Реформистская партия (яп.  改进党,かいしんとう) — японская политическая партия. Была основана 16 апреля 1882 года. Возглавлялась политическим деятелем Окумой Сигэнобу. Находилась на позициях британского парламентаризма и эволюционного реформизма. Участвовала в «Движении за свободу и народные права», требовавшего от японского правительства созыва парламента. Распущена 1 марта 1896 года в связи с образованием Прогрессивной партии.

## Общая информация
Партия конституционных реформ была сформирована 16 апреля 1882 года после инцидента 1881 года. Её основателем и первым председателем стал Окума Сигэнобу. В руководство партией также вошли его соратники: Оно Адзуса, Мутагути Генгаку и Харуки Ёсиаки. Партия была сформирована путём слияния следующих общественно-политических организаций:
- Общества перелётных чаек (яп. 鴎渡会) под руководством Оно Адзуса.
- Общества «Беседа» (яп. 嘤鸣社) под руководством Нуми Морикадзу.
- Общества восточного парламентаризма (яп. 东洋议政会) под руководством Яна Фумио.
- Общества совершенствования и прогресса (яп. 修进社) под руководством Коно Тогами.

Партия конституционных реформ стремилась ввести в Японии систему двухпалатного парламента и кабинета министров британского образца. Организация видела своими задачами: (1) обеспечение процветания конституционной монархии и счастья народа, (2) реформирование внутреннего управления, (3) развитие местного самоуправления, (4) постепенное предоставление избирательного права всем категориям населения, (5) содействие развитию коммерции и коммуникаций, (6) введение твёрдой валюты.
Изначально социальной основой партии были промышленная буржуазия, городские капиталисты, предприниматели и землевладельцы из провинции, а также интеллигенция. Однако после выхода в свет партийных газет «Токийского-Йокогамский дневник» и «Почтовый вестник» эта база расширились за счёт крестьян и рабочих. В 1882 году количество членов партии составляло 116 человек, в феврале 1883 года — 1272 человека, а в апреле 1884 года — 1729 человек. Многочисленными были партийные ячейки префектур Исикавы, Хёго, Сайтами, Тотиги, Фукусимы, Осаки, Нагано и Эхимэ, которые насчитывали более сотни членов.
Радикализация участников движения за свободу и народные права, репрессии власти и роспуск Либеральной партии в октябре 1884 года вызвали раскол внутри Партии конституционных реформ, в результате которого в декабре того же года проводники Окума, Оно и Коно вышли из состава организации. Для восстановления организационной солидарности реформисты создали новый руководящий орган — партийный секретариат, в который избрали новых руководителей: Фудзита Мокити, Одзаки Юкио, Миноуру Кацундо, Симада Сабуро, Коидзуку Рю, Инукаи Цуёси, Нуму Морикадзу и Накано Такэнака. Центральные должности достались членам Общества восточного парламентаризма и общества «Беседа». Со временем Окума вернулся в партию, восстановил своё влияние и повторно возглавил организацию.
В 1890 году, после открытия общенационального парламента, депутаты от Партии конституционных реформ получили 46 мест в Палате представителей. На парламентских заседаниях они вошли в противостояние с правительством, требуя сокращения государственных расходов на военные нужды. В ответ на выборах в парламент в 1892 году правительство провело репрессивную кампанию против членов и сторонников реформистов. С другой стороны, партия поддерживала правительственный внешнеполитический курс относительно пересмотра неравноправных договоров, в связи с чем в 1888 году её лидер Окума вошёл в состав правительства. Также реформисты поддержали власть во время Второй японо-китайской войны 1894—1895 годов.
16 февраля 1896 года на съезде Партии конституционных реформ было принято решение распустить партийную организацию для создания Прогрессивной партии. Последняя возникла 1 марта того же года путём слияния бывших реформистов с членами Конституционно-реформистской партии и Клубом крупных предпринимателей.